# Olivier Aertssen
Olivier Aertssen (* 7. August 2004 in Veldhoven) ist ein niederländischer Fußballspieler, der aktuell bei Jong Ajax in der Eerste Divisie spielt.

## Karriere
Aertssen begann seine fußballerische Ausbildung bei Amateurvereinen wie Oirschot Voorhuit, Wolfaartsdijk und der VV Kloetinge. 2018 wechselte er zu Sparta Rotterdam und nur ein Jahr später in die Jugendakademie Ajax Amsterdams. In der Saison 2019/20 spielte er bereits öfter für die B-Junioren, spielte aber auch schon einmal für die U19 in der UEFA Youth League. In der Folgesaison spielte er einige Mal in der U18-Mannschaft. In der Saison 2021/22 war er Stammspieler in der U18 und U19. Im Profibereich debütierte er am 10. Januar 2022 (21. Spieltag) für die zweite Mannschaft Ajax Amsterdams bei einem 2:0-Sieg über die zweite Mannschaft des FC Utrecht über 90 Minuten.
Im Sommer 2024 wechselte Aertssen zu PEC Zwolle.